# Phare du bastion de Famagouste
Le phare du bastion de Famagouste est un phare actif situé sur de vieilles fortifications à Famagouste, dans le district de Gazimağusa (République turque de Chypre du Nord) dans le nord-est de l'île de Chypre, face à la Turquie.

## Histoire
Le phare actuel, mis en service en 1972, est construit sur le bastion du sud-est de la ville fortifiée (le Bastion de Djamboulat), adjacent au port. Pendant des temps médiévaux la ville de Famagouste fut l'une des plus riches dans le Moyen-Orient. La ville de Venise, qui a contrôlé la ville de 1489 à 1571, l'a fortifiée avec des hauts murs en pierre.
La première lumière établi en 1888 sur ce lieu était posé sur un mât? Celui-ci a été remplacé par une tour en pierre en 1906.

## Description
Le phare est une tour cylindrique en métal, de 11 m de haut, avec double galerie et lanterne. La tour est peinte en blanc. Il émet, à une hauteur focale de 23 m deux éclats blancs toutes les 15 secondes. Sa portée est de 16 milles nautiques (environ 30 km).
Identifiant : ARLHS : CYP009 ; KTGK-33130 - Amirauté : N5892 - NGA : 20944 .
|          |
| Le phare |

### Lien connexe
- Liste des phares de Chypre